# Landulf Sagax
Landulf Sagax, connu également en français sous les noms de Landolf Sagax et de Landulphe Sagax (en latin : Landolfus Sagax, Landulfus Sagax, Landolphus Sagax ou Landulphus Sagax ; en italien : Landolfo Sagace) est un chroniqueur ayant vécu à la fin du Xe siècle en Campanie, auteur d'une compilation historique intitulée à l'origine Historia Romana mais connue sous le nom d'Historia miscella depuis l'édition de Pierre Pithou à Bâle en 1569, nom plus spécifique et donc plus pratique. 

## Présentation
On ne le connaît que par son texte et le manuscrit principal de celui-ci, le Palatinus latinus 909 (conservé à la Bibliothèque apostolique vaticane) : les 35 autres manuscrits médiévaux plus récents paraissent tous en dériver, directement ou non. Il semble que ce manuscrit ait été copié sous la supervision de Landulf lui-même, au vu de certaines corrections apportées au texte qui doivent sans doute lui être attribuées personnellement. Il y a aussi de nombreuses annotations marginales dues au même copiste que celui du texte, donc sans doute dictées par Landulf, parmi lesquelles plusieurs exhortations à un « princeps » dont on ne sait s'il s'agit d'une personne précise. Dans le manuscrit, le texte de l’Historia est suivi de deux listes de souverains : les empereurs romains et byzantins d'Auguste à Basile II et Constantin VIII (empereurs associés de 976 à 1025), et les impératrices de Fausta à Eudocie Ingérina ; ensuite, toujours de la main du même copiste, figure le texte de l’Epitome de re militari de Végèce. 
L'analyse paléographique conduit à dater le manuscrit plutôt de la fin du Xe siècle (donc entre 976 et 1000) et à en fixer l'origine en Campanie. Si, comme il semble, Landulf l'a fait copier lui-même, on peut supposer par un faisceau d'indices qu'il s'agissait d'un laïc, vivant sans doute dans une cour princière : l'épithète qui lui est attribuée dans le lemme qui précède l’Historia (sagax est sans doute à prendre au sens de « savant »), sans aucun titre ecclésiastique, la présence du texte de Végèce, à l'époque destiné à l'instruction de l'aristocratie laïque, le fait aussi que dans l’Historia il accorde fort peu de place aux éléments d'histoire ecclésiastique, qu'il réduit au minimum ou supprime complètement dans les sources qu'il utilise. Il devait être précepteur laïc ou ce genre de chose dans une cour princière. 
Ludwig Traube a proposé la cour du duc de Naples, Amedeo Crivellucci celle du prince lombard de Bénévent, Pandolf Tête de Fer (961-981) ou Pandolf II (981-1014). 
L’Historia Romana est une compilation en 26 livres fondée sur deux sources principales, avec des ajouts secondaires d'origine généralement identifiable (d'où le nom d’Historia miscella, « Histoire mélangée », donnée par Pithou). Les 16 premiers livres sont fondamentalement l'ouvrage homonyme de Paul Diacre, également divisé en 16 livres, racontant l'histoire romaine depuis la fondation de la ville jusqu'en l'an 553 apr. J.-C. (fin de la reconquête de l'Italie par Justinien) ; Paul Diacre a repris le Bréviaire d'Eutrope qui racontait en 10 livres l'histoire jusqu'à la mort de Jovien en 364, et il l'a poursuivie jusqu'en 553. Les 10 derniers livres de Landulf sont une reprise (après 553) de la Chronographia tripartita d'Anastase le Bibliothécaire, laquelle est une traduction latine (pour la période considérée) de la Chronique byzantine de Théophane le Confesseur, prolongeant donc le récit jusqu'en 813 (abdication de Michel Rhangabé) ; le découpage en livres est de Landulf. Il y a des ajouts assez importants à partir de trois sources : l’Épitomé de Caesaribus ; les Historiæ adversus paganos de Paul Orose ; l’Historia tripartita de Cassiodore. On relève aussi des emprunts plus limités à l’Histoire des Goths de Jordanès, à l’Histoire ecclésiastique de Rufin d'Aquilée, aux Dialogues de Grégoire le Grand et à l’Histoire des Lombards de Paul Diacre. Les sources de Landulf sont presque toutes connues indépendamment (sauf quelques rares passages), et donc l'importance de l'ouvrage de ce point de vue est mince. Il faut noter toutefois qu'il utilise les Facta et dicta memorabilia de Valère Maxime dans la version établie dans l'Antiquité tardive par Januarius Nepotianus (qui n'est autrement connue que du début au § 3, 7, 2, par le manuscrit Vaticanus latinus 1321, du XIVe siècle, pour le reste on ne dispose que des citations de Landulf). Mais l'ouvrage est intéressant historiquement par sa conception : l'idée encore présente en Italie méridionale, à la fin du Xe siècle, d'une continuité de l'« Histoire romaine » depuis Romulus, continuité assumée notamment par l'Empire byzantin. Le fait que le récit s'interrompt en 813, plus d'un siècle et demi avant l'époque de Landulf, doit être dû seulement à l'absence de sources disponibles en latin. 
Le manuscrit est passé rapidement en Allemagne, peut-être au moment de l'expédition de l'empereur Henri II en Italie du Sud en 1022 ; il a rejoint la bibliothèque de l'abbaye de Corvey (d'où sa présence, bien plus tard, dans la Bibliothèque palatine). La plupart des 35 manuscrits recentiores viennent du nord des Alpes, où l’Historia de Landulf a servi au Bas Moyen Âge de manuel d'histoire romaine. L’editio princeps est due à Sigismond Gelenius (Bâle, 1532), et il y en a eu beaucoup d'autres ensuite.

## Édition
- Amedeo Crivellucci (éd.), Historia Romana, in Fonti per la storia d'Italia [Medio Evo], XLIX-L, Rome, 1912-13.